# Whitecross
Whitecross est un groupe de metal chrétien américain, originaire de Waukegan, dans l'Illinois. Il est formé par Scott Wenzel (chant) et Rex Carroll (guitare).

## Biographie
Ayant fondé le groupe en 1986, ils réalisent leur premier album en 1987, intitulé Whitecross. Grâce aux textes poignants des chansons et aux solos de guitare techniques et révolutionnaires de Rex Carroll, Whitecross est rapidement comparé à des groupes comme Stryper ou Ratt. En 1992, Rex Carroll quitte le groupe, voulant se lancer dans d'autres projets, comme le groupe King James. Le groupe continue sans lui et réalise cinq albums en son absence. Ces albums contiennent des influences beaucoup plus portées sur le style acid rock (pour le style musical uniquement, et non pour l'influence), alors que les précédents étaient très hard rock.
Whitecross remporte trois Dove Awards pour Triumphant Return (en 1990) et In the Kingdom (en 1992) dans la catégorie « album metal de l'année » et pour Come unto the Light issue de l'album Unveiled dans la catégorie de « chanson hard de l'année » à la 25e des GMA Dove Awards en 1994.
En 2005, Rex Carroll revient et le groupe remonte aux sources avec l'album Nineteen Eighty Seven, qui est une reprise de l'album Whitecross avec quelques nouveaux titres,,. En février 2007, ils sont annoncés et confirmés au Cornerstone Festival de Bushnell, dans l'Illinois, le vendredi 29 juin 2007. Le 5 avril 2008, ils jouent au festival Legends of Rock à Ennepetal, en Allemagne. 
En 2010, le groupe publie son album live Triumphant Comeback. Le 12 mars 2011, Rex annonce travailler des morceaux de guitare pour un nouvel album de Whitecross.

## Membres
- Scott Wenzel - chant
- Rex Carroll  - guitare
- Michael Feighan - batterie
- Benny Ramos - basse

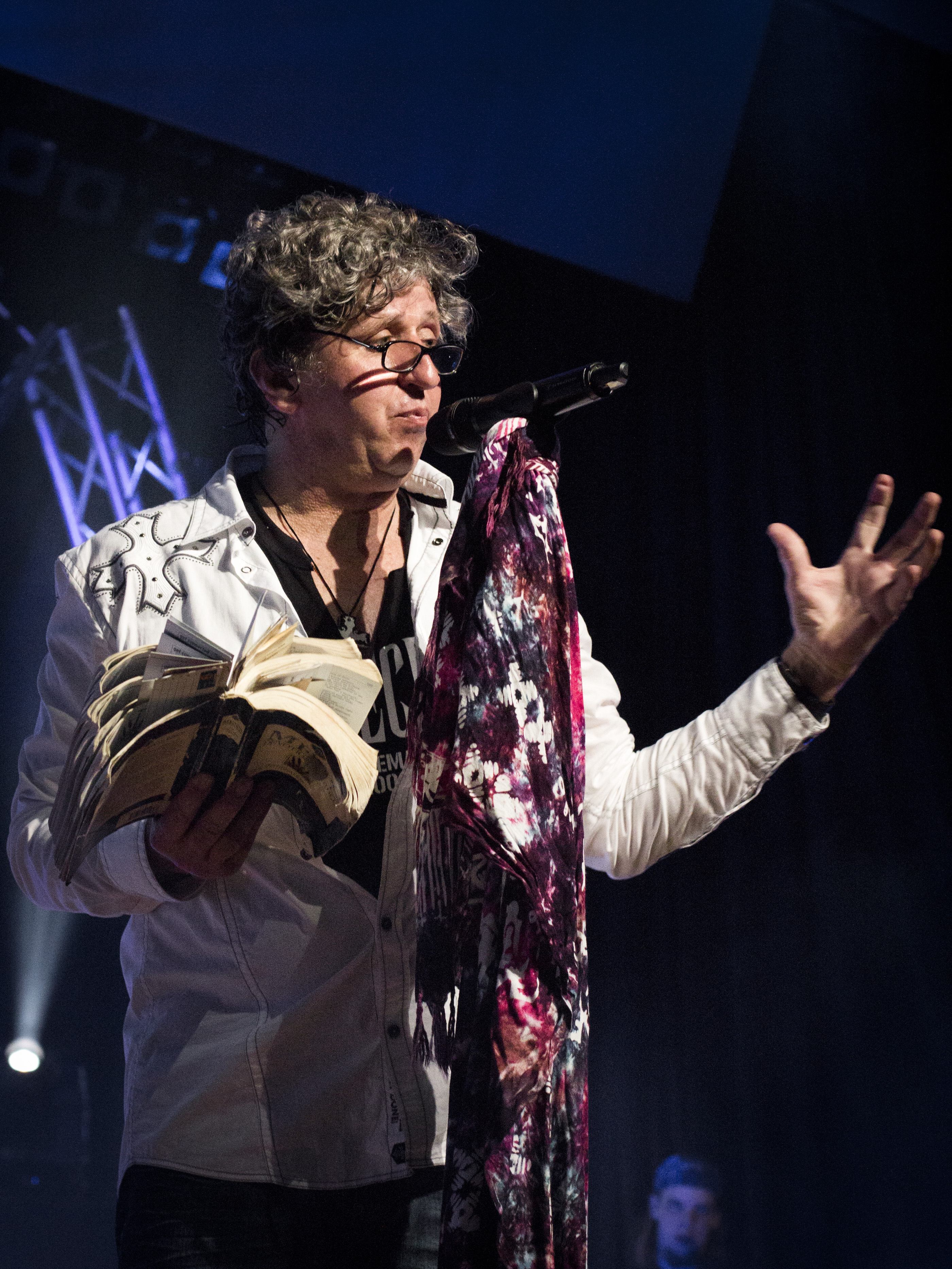
Scott Wenzel
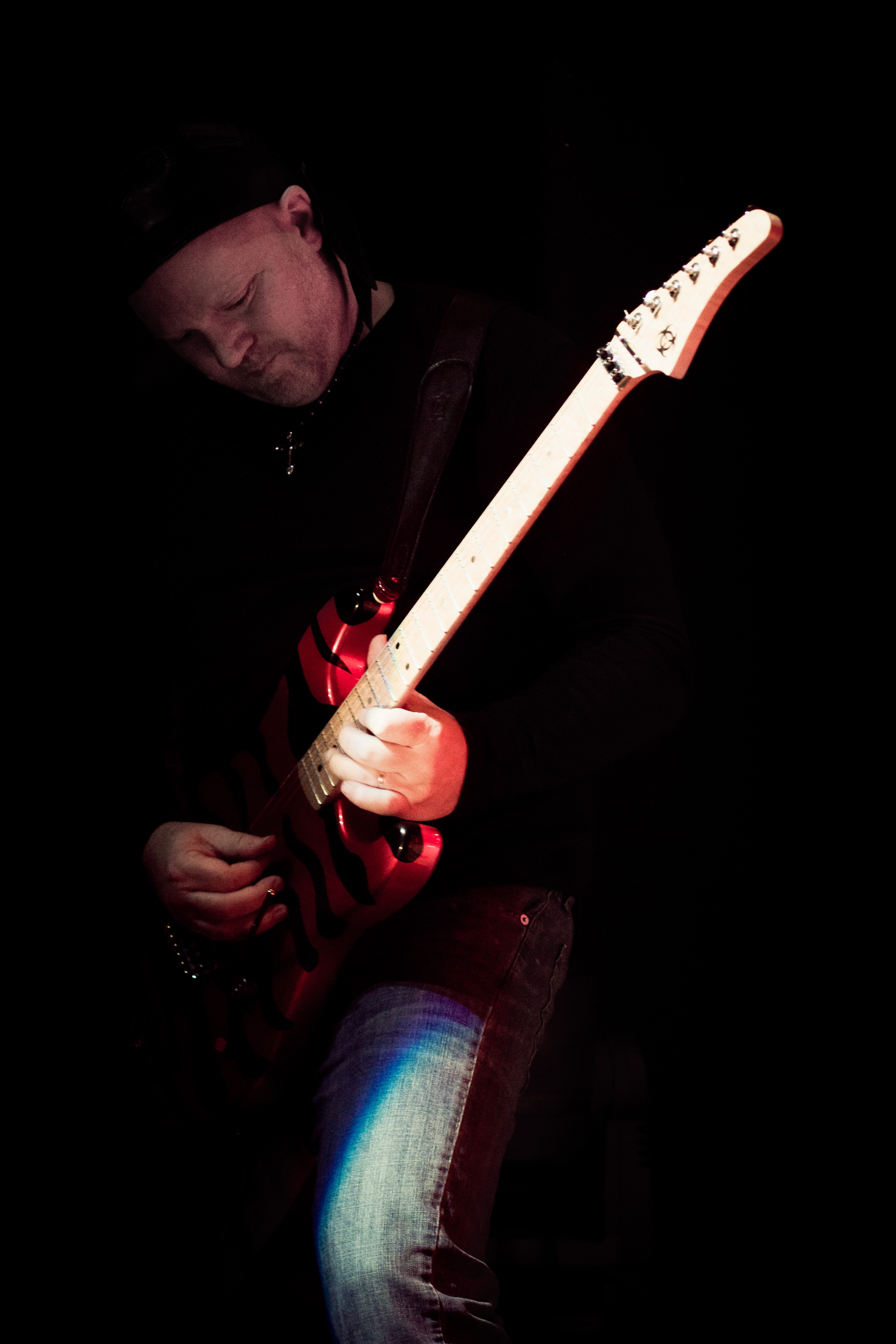
Rex Carroll
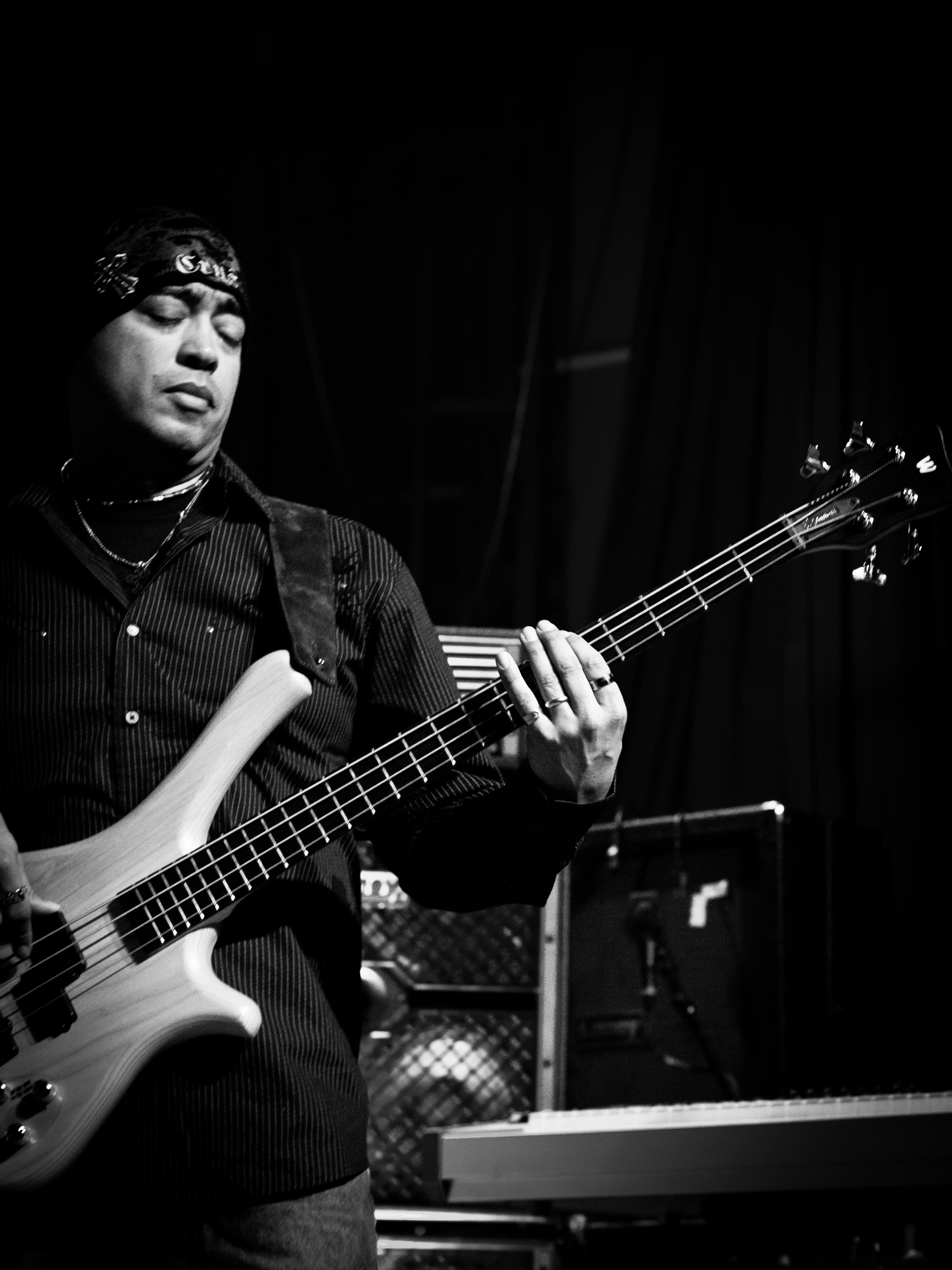
Benny Ramo
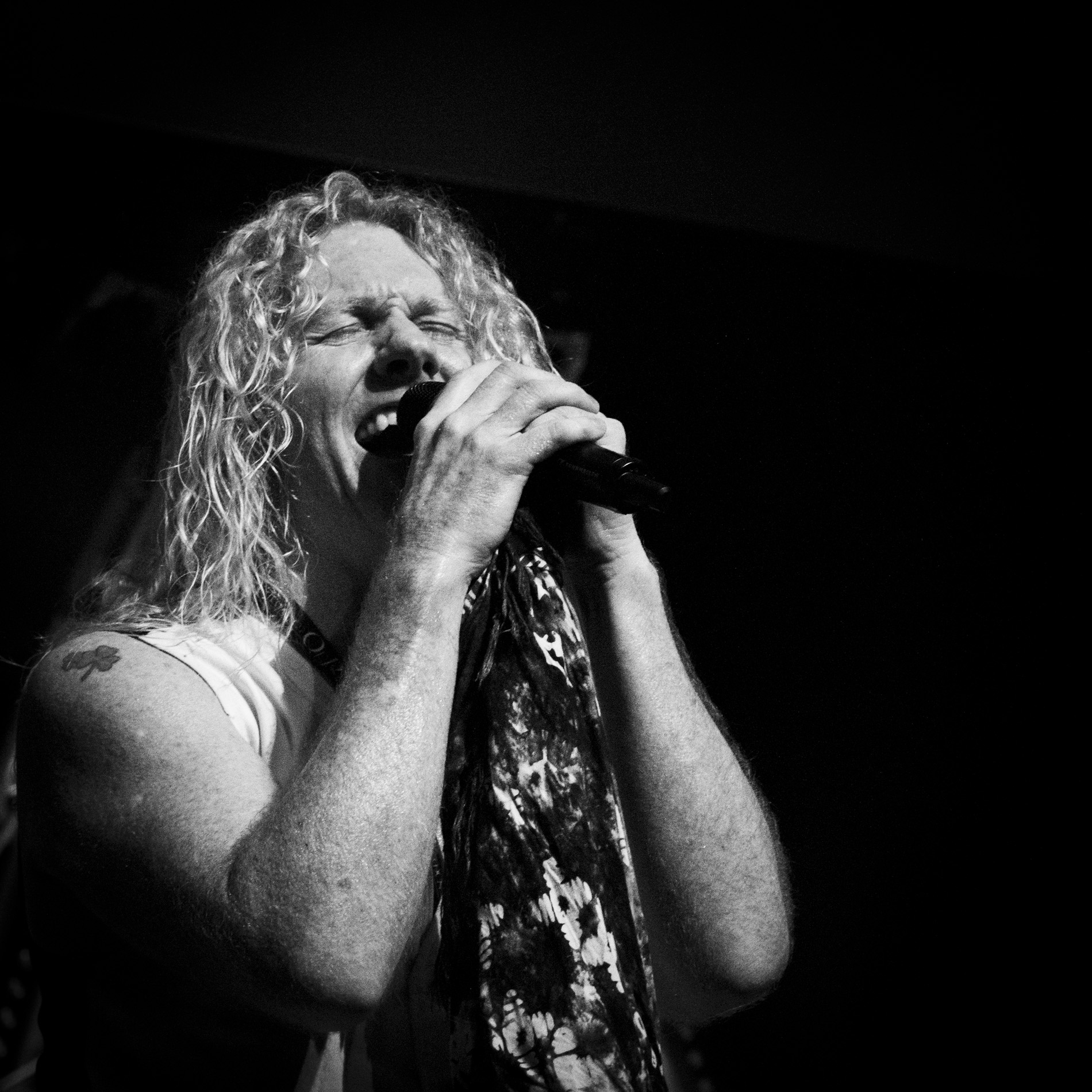
Michael Feighan
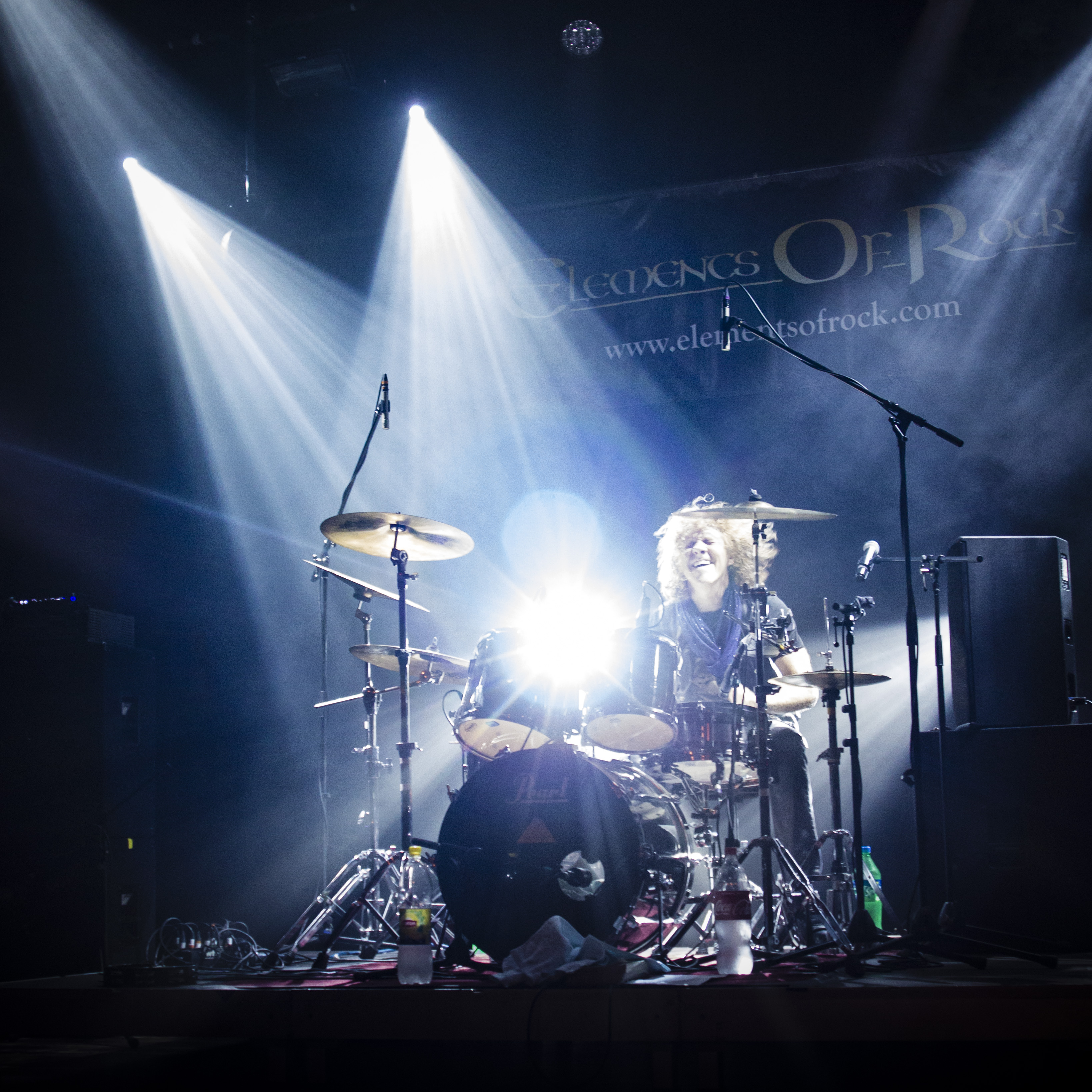
Michael Feighan
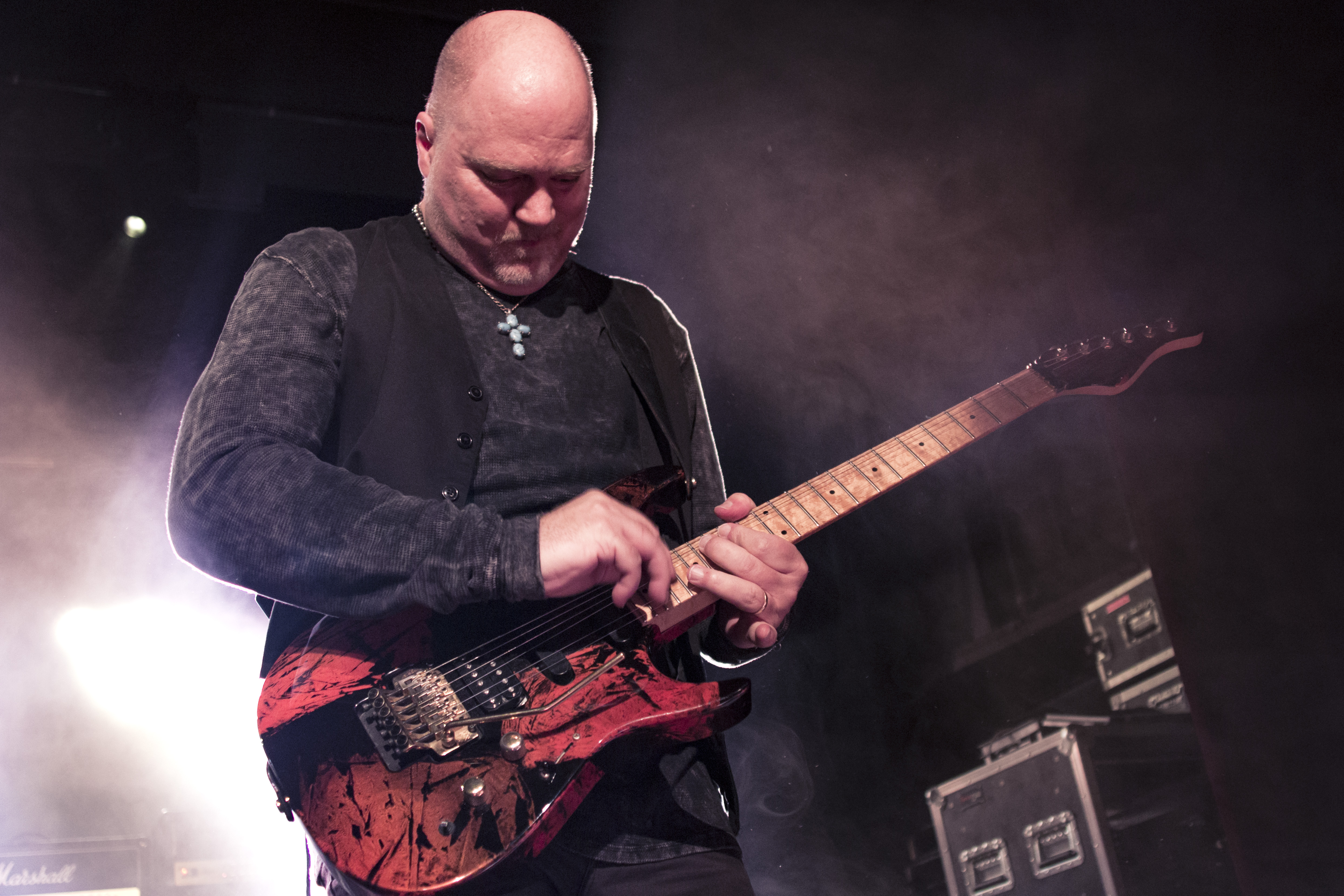
Rex Carroll
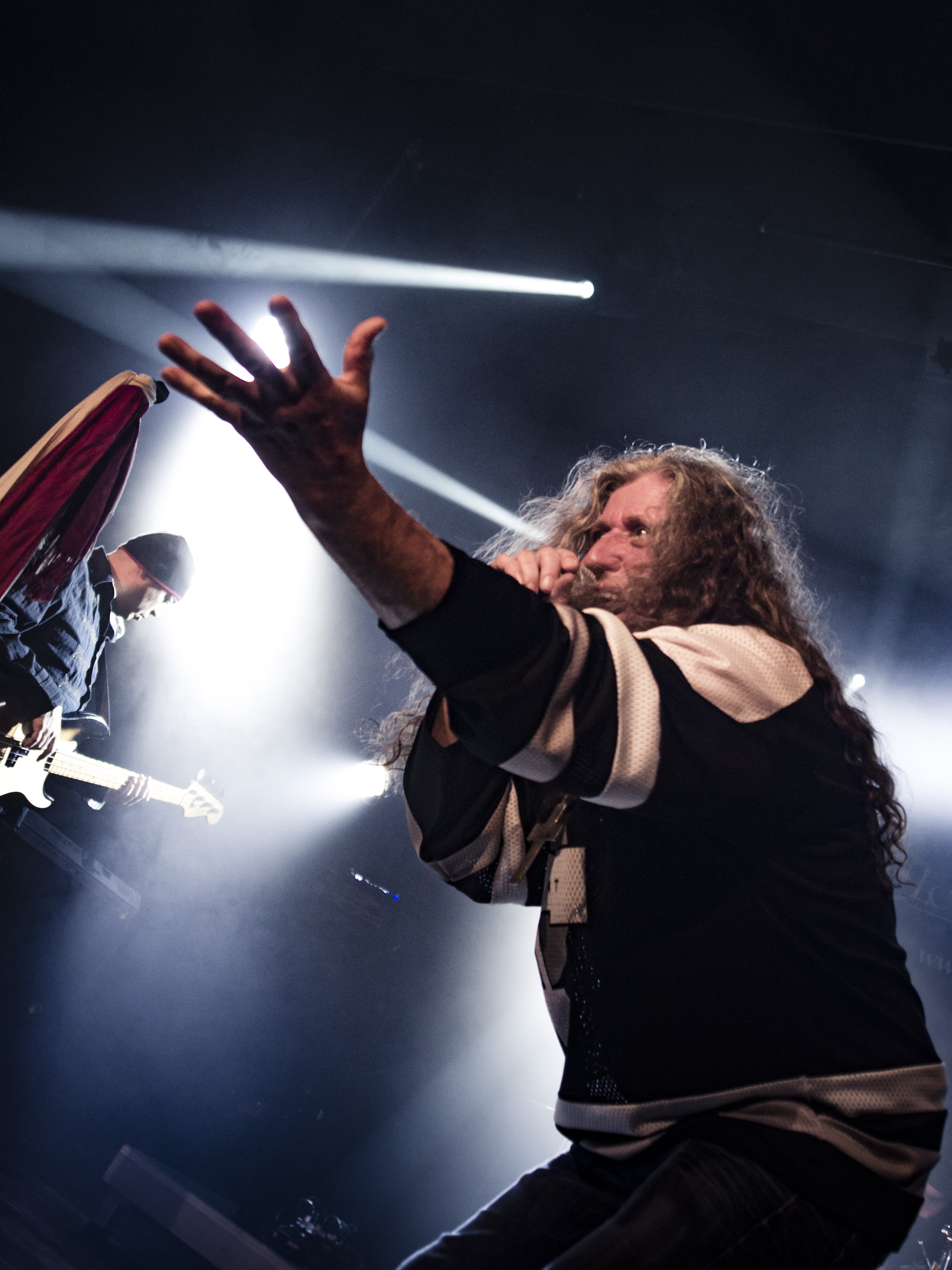
Scott Wenzel
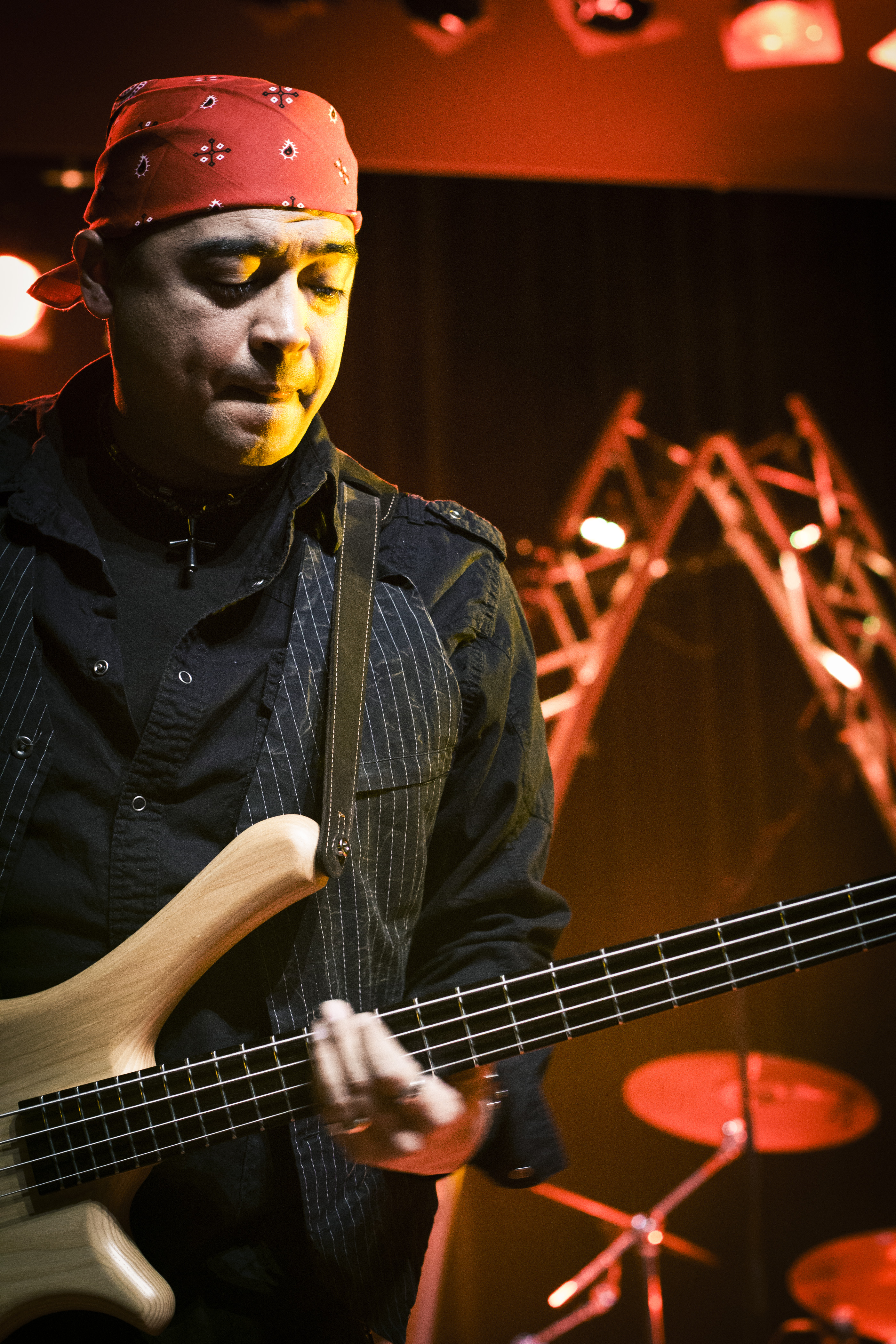
Benny Ramo